# Leucophyllum flyrii
Leucophyllum flyrii là một loài thực vật có hoa trong họ Huyền sâm. Loài này được B.L. Turner mô tả khoa học đầu tiên năm 1972.